# تورونتو فالكونز
تورونتو فالكونز هو نادي كرة قدم كندي أٌسس عام 1967. يلعب النادي في دوري أمريكا الشمالية لكرة القدم.